# Sexcles
 Sexcles  (en occitano Sescles) es una comuna y población de Francia, en la región de Lemosín, departamento de Corrèze, en el distrito de Tulle y cantón de Mercoeur.
Su población en el censo de 2008 era de 224 habitantes.
Está integrada en la Communauté de communes du Canton de Mercœur.

## Demografía
| 338 | 428 | 382 | 305 | 257 | 239 | 224 |
| Para los censos de 1962 a 1999 la población legal corresponde a la población sin duplicidades (Fuente: INSEE [Consultar]) |     |     |     |     |     |     |